# Saint-Germain-Langot
Saint-Germain-Langot è un comune francese di 311 abitanti situato nel dipartimento del Calvados nella regione della Normandia.

## Società

### Evoluzione demografica
Abitanti censiti